# Akasia
Akasia este un oraș din provincia Gauteng, Africa de Sud.